# Eubacterium tardum
Eubacterium tardum è una specie di batterio appartenente alla famiglia delle Eubacteriaceae.